# Joseph Marcell
Joseph Marcell est un acteur anglais né le 18 août 1948 à Sainte-Lucie.
Il est connu pour son rôle de Geoffrey dans Le Prince de Bel-Air.

## Filmographie
- 1974 : Antony and Cleopatra (TV) : Éros
- 1978 : Empire Road (série télévisée) : Walter Isaacs
- 1980 : Fancy Wanders (série télévisée) : Alastair
- 1985 : EastEnders (série télévisée) : Adrian Bell
- 1987 : Playing Away
- 1987 : Cry Freedom : Moses
- 1988 : Doctor Who : épisode Remembrance of the Daleks : John
- 1990 à 1996 : Le Prince de Bel-Air (série télévisée) : Jeffrey
- 1993 : David Copperfield (TV) : Mr. Micawber (voix)
- 1994 : Sioux City : Dr. Darryl Reichert
- 1998 : Brothers and Sisters (série télévisée) : Pasteur Bertrand Gittens
- 2004 : A Beautiful Life : Juan
- 2006 : We Three : Le père
- 2014 : Meurtres au paradis (série télévisée Épisode 7 saison 3)
- 2019 : Le Garçon qui dompta le vent (The Boy Who Harnessed the Wind) : Chef Wembe
- 2020 : Ratched : Len Bronley (2 épisodes)
- 2021 : The Exorcism of God : Père Michael Lewis
- 2024 : Hellboy : The Crooked Man : le révérend Watts